# Eugène Constant (photographe)
Pour le rameur d'aviron, voir Eugène Constant.
Eugène Constant (France, avant 1820 - après 1860) est un peintre français et l'un des premiers photographes primitifs qui ont exercé à Rome et à Venise.

## Biographie
Peintre de formation, Eugène Constant travaille au début des années 1840 à Paris, 31 rue du Marché-Saint-Honoré, et à Venise. Deux de ses tableaux — des vues intérieures de la basilique Saint-Marc de Venise et de son baptistère — sont exposés sous les nos 412 et 413 au Salon des artistes vivants du Musée royal, le 15 mars 1842, et sous les nos 81 et 82 au Salon de Bruxelles la même année. À la même époque, il s'initie à la technique du calotype, breveté en 1841 par William Henry Fox Talbot.
Ami et collaborateur de Louis Adolphe Humbert de Molard,, il améliore avec ce dernier le procédé de photographie sur verre albuminé élaboré en 1847 par Abel Niépce de Saint-Victor. Désormais, Constant travaille comme photographe et peintre, à Venise mais aussi à Rome dont il immortalise les monuments antiques. Il devient l'un des principaux membres du cercle des photographes du Caffè Greco, avec ses compatriotes Frédéric Flachéron et Alfred-Nicolas Normand, le Britannique James Anderson ou encore l’Italien Giacomo Caneva,.
Il présente ses travaux à l'occasion de plusieurs manifestations : lors de l'Exposition universelle de 1851 à Londres, avec Frédéric Flachéron ; en 1852 à la Royal Society of Arts de Londres ; en 1855 et 1857, des vues de Rome — des épreuves sur albumine datant de 1848 — lors des première et deuxième expositions de la Société française de photographie,.

## Publication
- M. Perraud, artiste photographe, Paris, Le Biographe moderne, 1855, 3 p. (lire en ligne)

## Collections publiques
- Plusieurs de ses photographies figurent dans la collection de la duchesse de Berry.
- Collection Fratelli Alinari
- J. Paul Getty Museum, Los Angeles
- Roma, album édité à Rome par Édouard Mauche et Cie, 1848-52, Metropolitan Museum, New York, Gilman Collection, cote 2005.100.799 (1-30)

- Palazzo Ca' D'Oro, Venise, vers 1852, musée des Beaux-Arts du Canada, Ottawa, cote 19831
- Le Colisée, Rome, vers 1852, musée des Beaux-Arts du Canada, Ottawa, cote 19830
- Vues de Rome, épreuves sur papier salé, 1848, Société française de photographie, Paris

## Expositions
- 1842 : Salon des artistes vivants du Musée royal, Paris[2]
- 1842 : Exposition nationale des Beaux-Arts, Bruxelles[14]
- 1851 : Salon de peinture de Monsieur Alfred Bruyas, Montpellier[15]
- 1851 : Exposition universelle, Londres
- 1852 : Exposition à la Royal Society of Arts, Londres
- 1855 : Exposition de la Société française de photographie
- 1857 : Exposition de la Société française de photographie

- 2004 : Rome 1850, MEP
- 2009 : Voir l'Italie et mourir. Photographie et peinture dans l'Italie du xixe siècle, Musée d'Orsay
- 2019 : Roma nella camera oscura. Fotografie della città del ottocento a oggi, Musée de Rome, Palazzo Braschi